# 口器

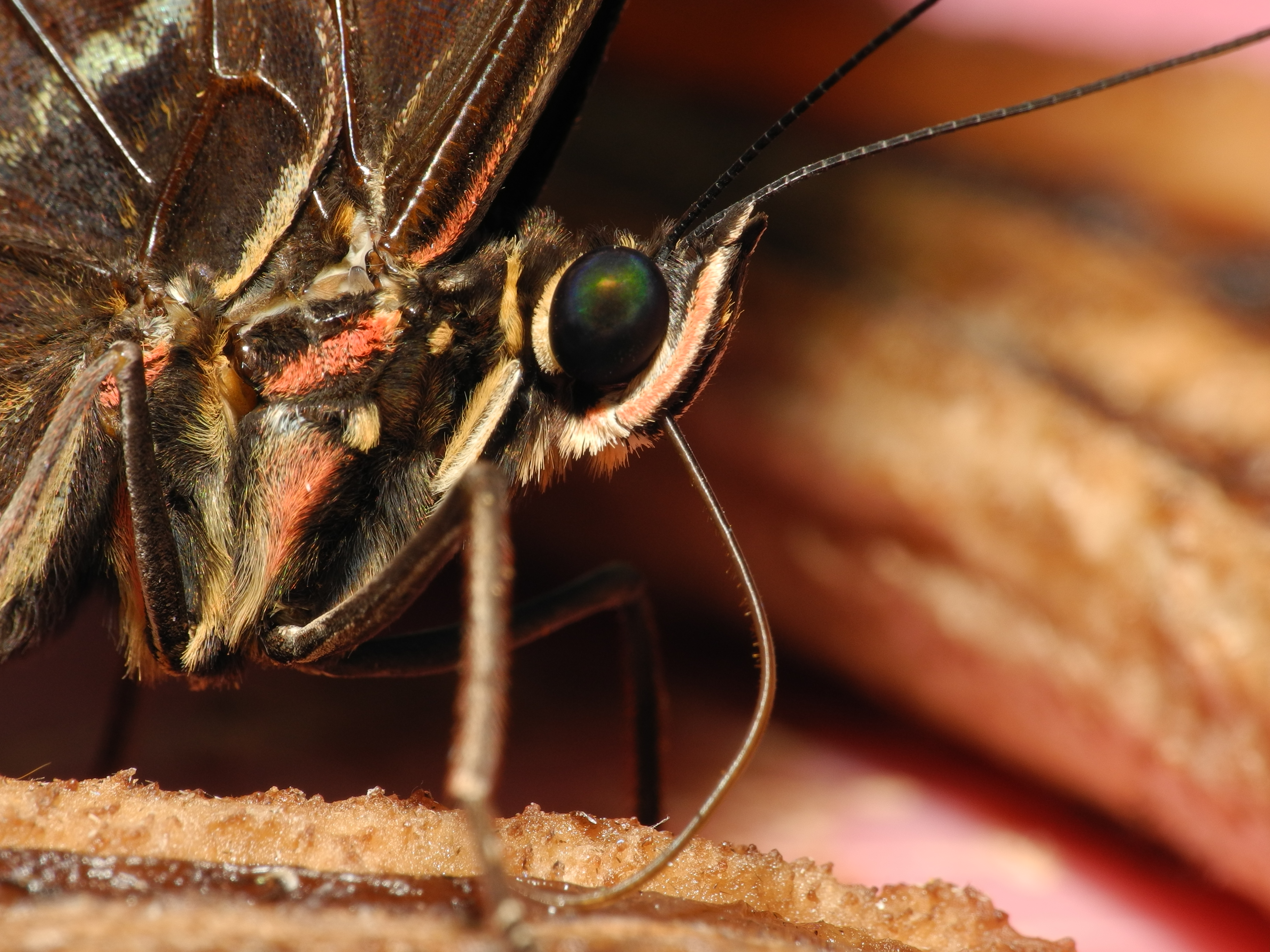
鱗翅目昆蟲成蟲的口器呈虹吸式，圖為閃蝶的口器特寫

口器（Arthropod mouthparts），位於節肢動物口兩側的器官，有攝取食物及感覺等作用。
昆蟲口器由頭部後面的3對附肢和一部分頭部結構聯合組成，主要有攝食、感覺等功能。蛛形綱口器包括兩對附肢，昆蟲的口器包括上唇一個，大顎一對，小顎一對，舌、下唇各一個。上唇是口前頁，一塊（其內有突起，叫上舌）。舌是上唇之後、下唇之前的一狹長突起，唾液腺一般開口于其後壁的基部。大顎、小顎、下唇屬於頭部後的3對附肢。
甲殼亞門之外肢演變為演化為口器、吸盤和生殖器等非常不同的器官，並於附近有被稱為顎足的附屬物。

## 類別

### 咀嚼式口器

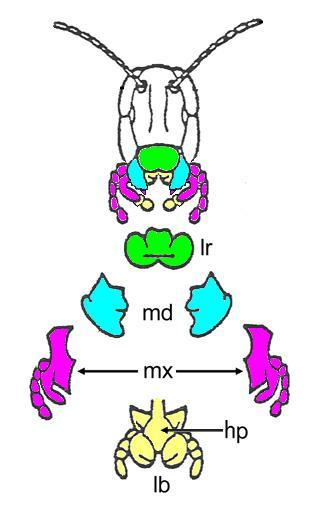
蝗蟲口器位置

其營養方式是以咀嚼植物或動物的固體組織為食。如：蜚蠊、蝗蟲、豆娘等。

### 嚼吸式口器
口器構造複雜。初大顎可用作咀嚼或塑蠟外，中舌、小顎外頁和下唇須合併構成複雜的食物管，藉以吸食花蜜。如：蜜蜂等。

### 刺吸式口器
口器形成了針管形，用以吸食植物或動物體內的液汁。這種口器不能食固體食物，只能刺入組織中吸取汁液。如：蚊、虱、椿象等。

### 舐吸式口器
其主要部分為頭部和以下唇為主構成的吻，吻端是下唇形成的偽氣管組成的唇瓣，用以收集物體表面的液汁；下唇包住了上唇和舌，上唇和舌構成食物道。舌中還有唾液管。如：蠅等。

### 虹吸式口器
口器呈吸管狀，是以小顎的外葉左右合抱成長管狀的食物道，盤卷在頭部前下方，如鐘錶的發條一樣，用時伸長。如：蛾、蝶等。